# Sergentomyia heischi
Sergentomyia heischi är en tvåvingeart som först beskrevs av Kirk och Lewis 1950.  Sergentomyia heischi ingår i släktet Sergentomyia och familjen fjärilsmyggor. Inga underarter finns listade i Catalogue of Life.